# Замок Кнокдрін

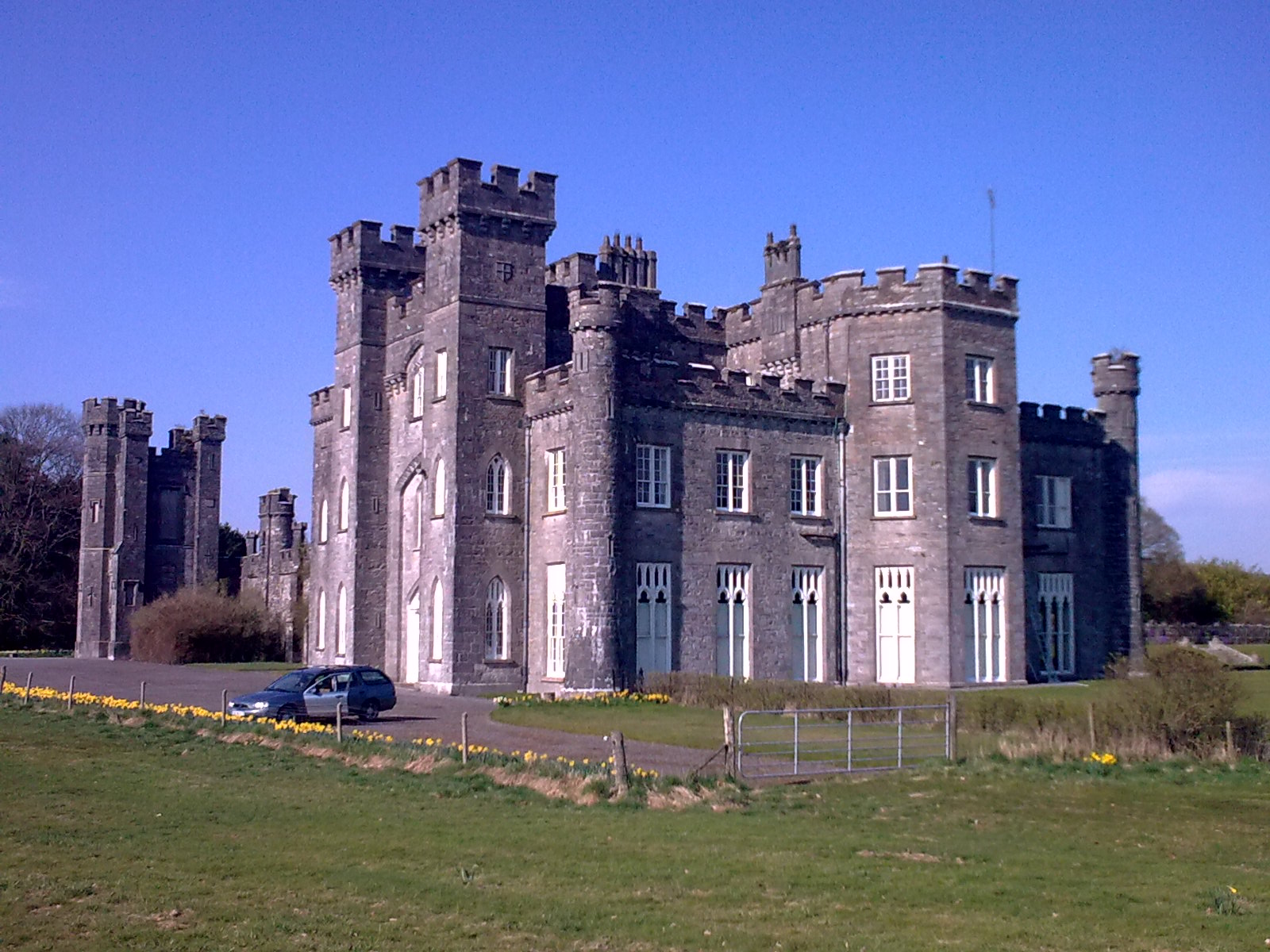
Замок Кнокдрін.

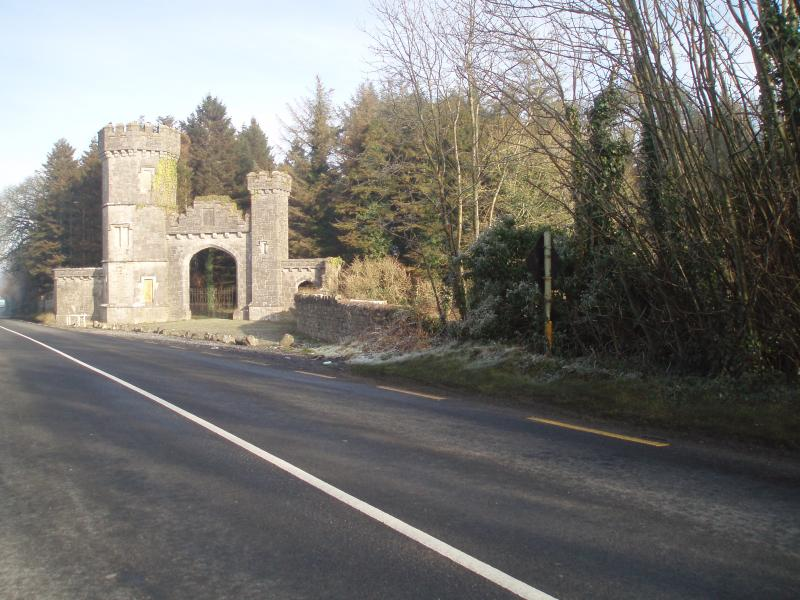
Ворота замку Кнокдрін.

Замок Кнокдрін (англ. Knockdrin castle) — один із замків Ірландії, розташований в графстві Західний Міт. Замок стоїть на північ від селища Маллінгар.

## Історія замку Кнокдрін
Замок Кнокдрін згадується в каталогу історичних будинків Північного Лейнстеру, що виданий в Лондоні в 1993 році і відома як «Путівник Певзнера». Це замок збудований в стилі псевдоготики на початку ХІХ століття. Замок розбудував сер Річард Морісон. Замок був побудований на місці більш давнього особняка XVIII століття і пакру Хай-парк. Замок був побудований для сера Річарда Левінджа — VI баронета Кнокдрін (1785—1848). Будівництво замку було завершене в 1810 році. На сьогодні замок Кнокдрін належить родині фон Проджинскі. Нинішній власник — професор Фердінанд фон Пронджинскі був ректором Дублінського університету в 2000—2013 роках. Нині він є віце-канцлером Університету Роберта Гордона (Абердин, Шотландія).
У давні часи і до кінця XVII століття на місці замку Кнокдрін був норманський замок, відомий як замок Короля Джона, що був зруйнований в результаті пожежі. Потім, у XVIII столітті на цьому місці був приватний особняк і парк — Хай-парк. Цей особняк був побудований на початку XVIII століття для сера Річарда Левінджа (1656—1724). Потім особняк перебудовували і добудовували. Родина Левіндж приїхала до Ірландії в часи вільямітських війн наприкінці XVII століття. Перший сер Річард Левідж був головним суддею загальною юрисдикції, членом комісії уповноважених лордів, які були призначені короною Англії для врегулювання земельних проблем після завоювання Ірландії Олівером Кромвелем, реставрації монархії та вільямітських (якобітських) війн. Сер Річард Левіндж скористався своїм становищем і придбав маєток Кнокдрін в родини Туйт — давньої норманської родини, що жили тут з часів англо-норманського завоювання Ірландії в 1169 році. У той час маєток Кнокдрін був площею 12 000 акрів.
Маєток площею понад 1 000 акрів був закладений як мисливські угіддя. Лорд Рендольф Черчіль та його дружина — леді Рендольф (батька Вістона Черчіля) були частими гостями цього замку та маєтку. Дженні Черчіль, відвідавши замок Кнокдрін заявила, що тамтешні лисиці з мисливських угідь такі ж дикі, як і місцеві жителі. Вінстон Черчіль відвідував замок Кнокдрін в приватному порядку під час війни за незалежність Ірландії.
Під час Другої світової війни замок був переданий для розміщення військ і був зайнятий 6-м Дублінським піхотним полком ірландської армії. Армія покинула замок в 1945 році і передала замок назад у власність родині Левіндж.
Родина Левіндж володіла замком до 1946 року. Останній власник замку з родини Левіндж згодом став директором фірми «Гіннесс». Замок купив Педді Данна-Куллінан. Володів замком до 1961 року. Потім замок продав. Замок купив Ганс Фрайхер фон Проджинскі та його дружина Ірен Фрейфрау фон Пронджискі. Вони родом з Німеччини. Земля біля замку нині здається в оренду, родина власників живе в замку. До початку ХІХ століття замок і маєток називався Хай-парк. Замок був перебудований в Кнокдрін (Пагорб Дрін) на честь озера Лох-Дрін. Ірландська назва місцевості Муйне Ліах (ірл. — Muine Liath) — «Срібна лука». Англоїзована назва — Монілі.